# Cappella Carafa

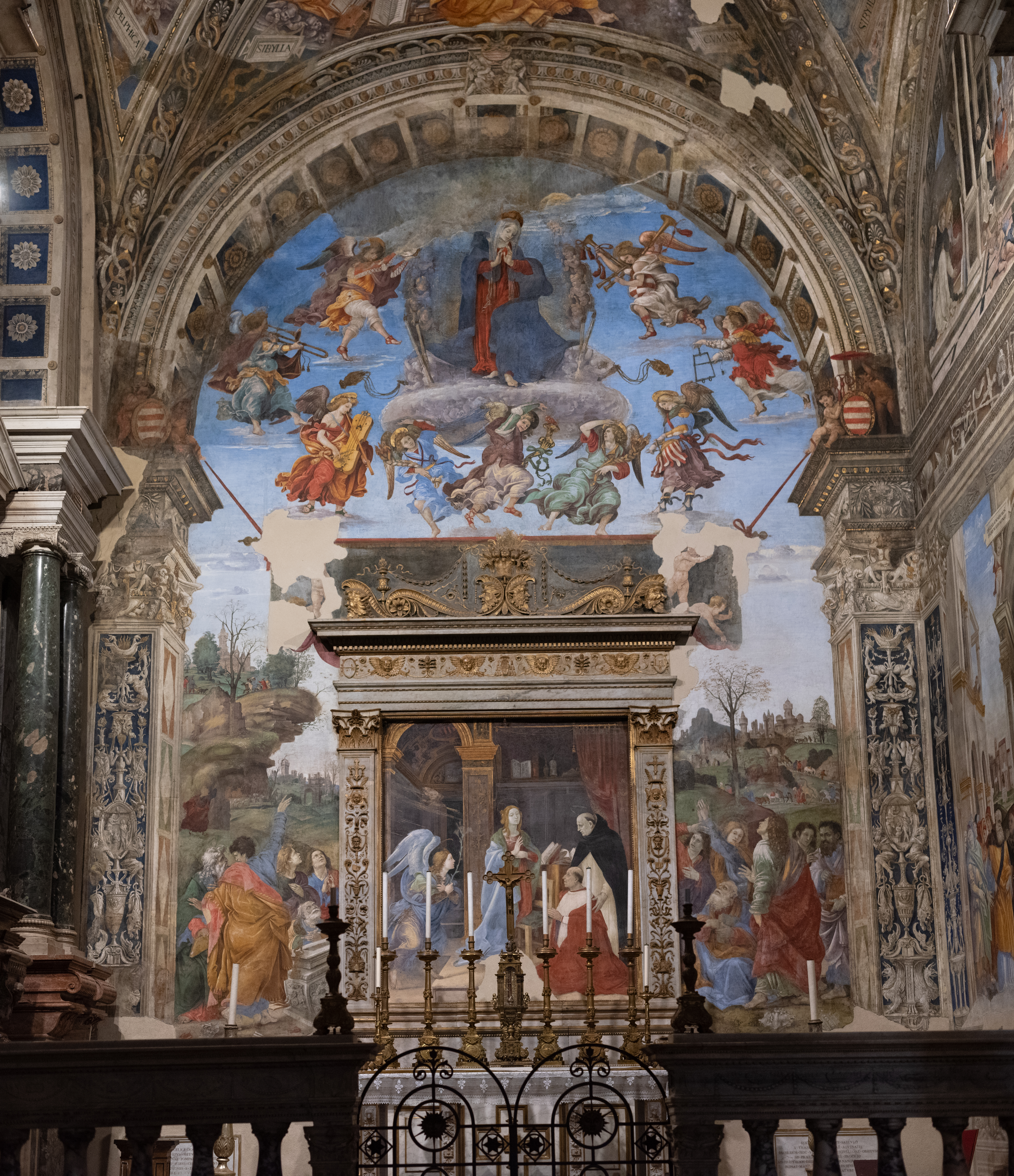
Cappella Carafa

La cappella Carafa si trova nella basilica di Santa Maria sopra Minerva. Celebre per il ciclo di affreschi di Filippino Lippi (1488-1493), è una delle più alte testimonianze dell'arte tardo-quattrocentesca a Roma.

## Storia
La cappella, collocata nel lato destro della basilica e dedicata alla Vergine e a san Tommaso d'Aquino, venne costruita verso la fine del XV secolo su decisione del carismatico cardinale Oliviero Carafa, noto per la sua energica opposizione ai Turchi: nel 1472 si pose infatti al comando della flotta papale contro di loro e riportò una vittoria recuperando la città di Antalya per la Repubblica di Venezia. Il Carafa era un domenicano, come i frati che amministravano Santa Maria sopra Minerva, e il suo palazzo si trovava poco lontano dalla basilica. 
Su consiglio di Lorenzo il Magnifico il cardinale decise di affidare la decorazione ad affresco della cappella a Filippino Lippi, artista poco più che trentenne, figlio d'arte, ma che già aveva dato prova di grandi capacità. Per recarsi a Roma Filippino dovette interrompere il lavoro nella Cappella di Filippo Strozzi in Santa Maria Novella, iniziato nel 1487 e che poi avrebbe completato solo nel 1502. 
Il 27 agosto 1488 Filippino è documentato già in città, assistito dal ventitreenne Raffaellino del Garbo. Gli affreschi erano sicuramente terminati nel 1493, quando li visitò papa Alessandro VI. 
Raffaellino curò la decorazione di un altro piccolo ambiente attiguo alla cappella destinato a ospitare le spoglie del cardinale dopo la sua morte, con Storie di Virginia e altri episodi legati al tema della castità, che ben si adattavano alla tempra austera del cardinale.

## Descrizione e stile

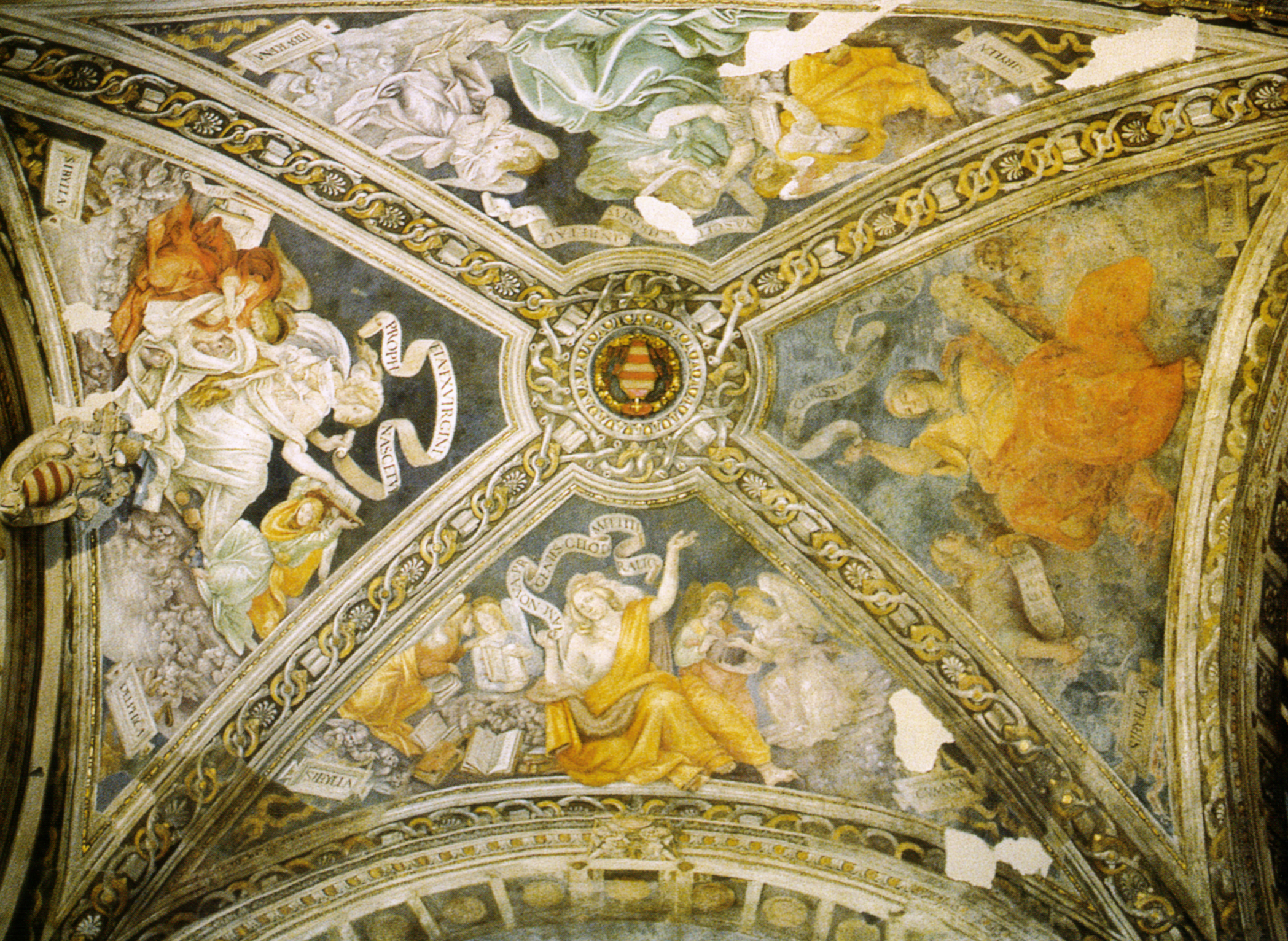
La volta

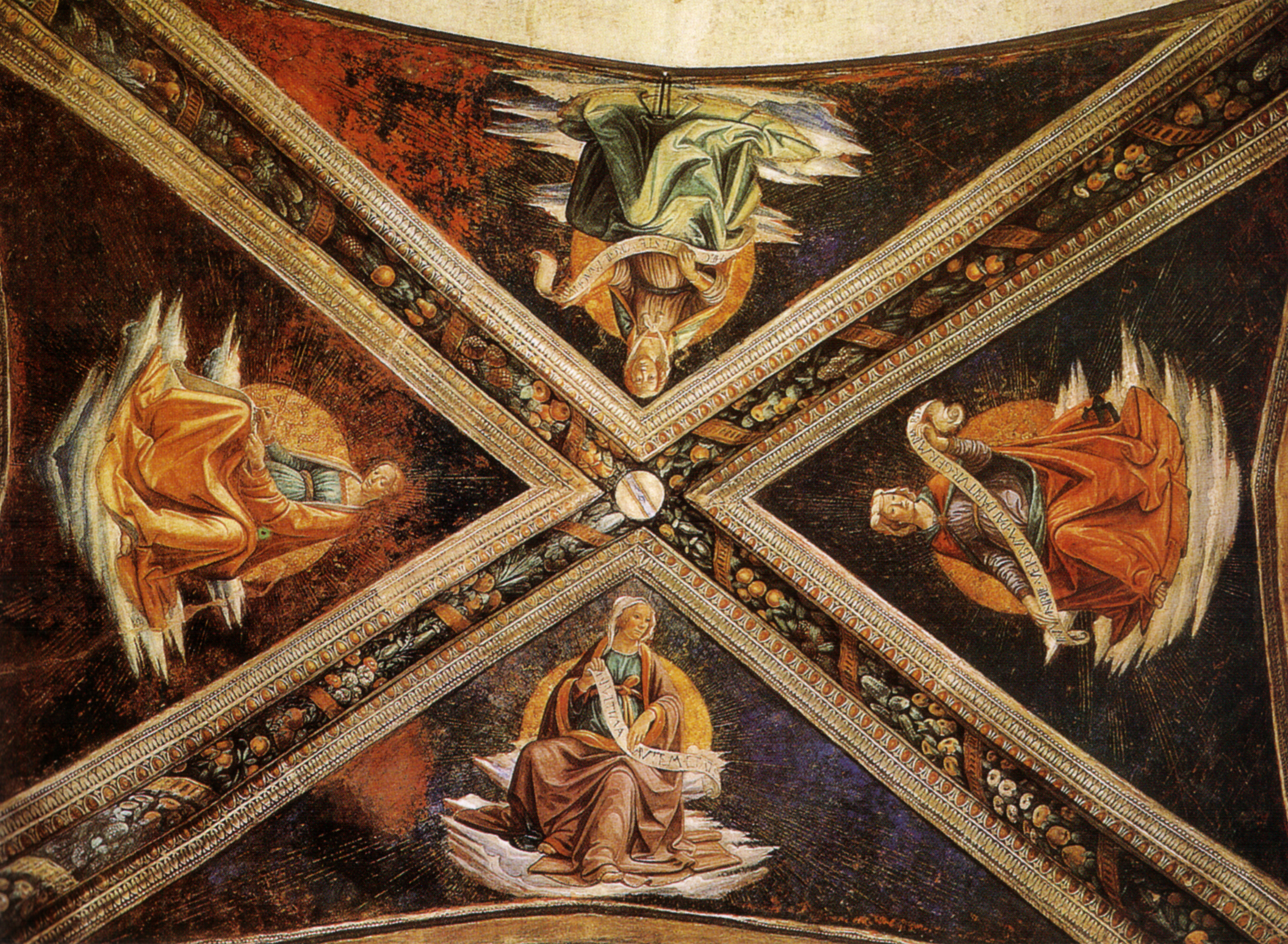
Le Sibille della Cappella Sassetti di Ghirlandaio

### La volta
Come di consueto la decorazione dovette iniziare dalla volta, che venne divisa in quattro vele sulle quali Filippino raffigurò altrettante Sibille. Al centro campeggia uno stemma Carafa entro un medaglione con cornice dipinta che prosegue, con la medesima decorazione, lungo i costoloni. Si tratta di un disegno di rami intrecciati ad anelli con diamanti, emblema di Lorenzo de' Medici, alternati a libri e palmette all'antica. L'allusione ai Medici viene in genere letta come un ringraziamento per la segnalazione e per l'opera di mediazione e pacificazione svolta dal Magnifico nella congiura dei Baroni che aveva insanguinato il regno di Napoli nel 1485, terra di origine del Carafa. I libri poi rimandano agli interessi culturali del cardinale, che possedeva una ricca biblioteca, lasciata poi in eredità al convento di Santa Maria della Pace, dove aveva anche finanziato il chiostro del Bramante.
Nelle Sibille della volta Filippino fu il primo fiorentino a impiegare una visione "da sott'in su", cioè una prospettiva calibrata per la visione dal basso, sebbene ancora rudimentale. Ciò fu possibile sicuramente grazie all'esempio nella basilica dei Santi Apostoli dell'affresco dell'Ascensione di Cristo di Melozzo da Forlì, oggi staccato e diviso tra i Musei Vaticani (dove restano gli Angeli musicanti) e il Palazzo del Quirinale. Per capire la distanza con il modo ancora arcaico di dipingere gli spicchi delle volte a Firenze si può confrontare l'opera di Filippino con le coeve Sibille nella Cappella Sassetti di Domenico Ghirlandaio, viste ancora in maniera rigidamente frontale, come se stessero su una parete. 

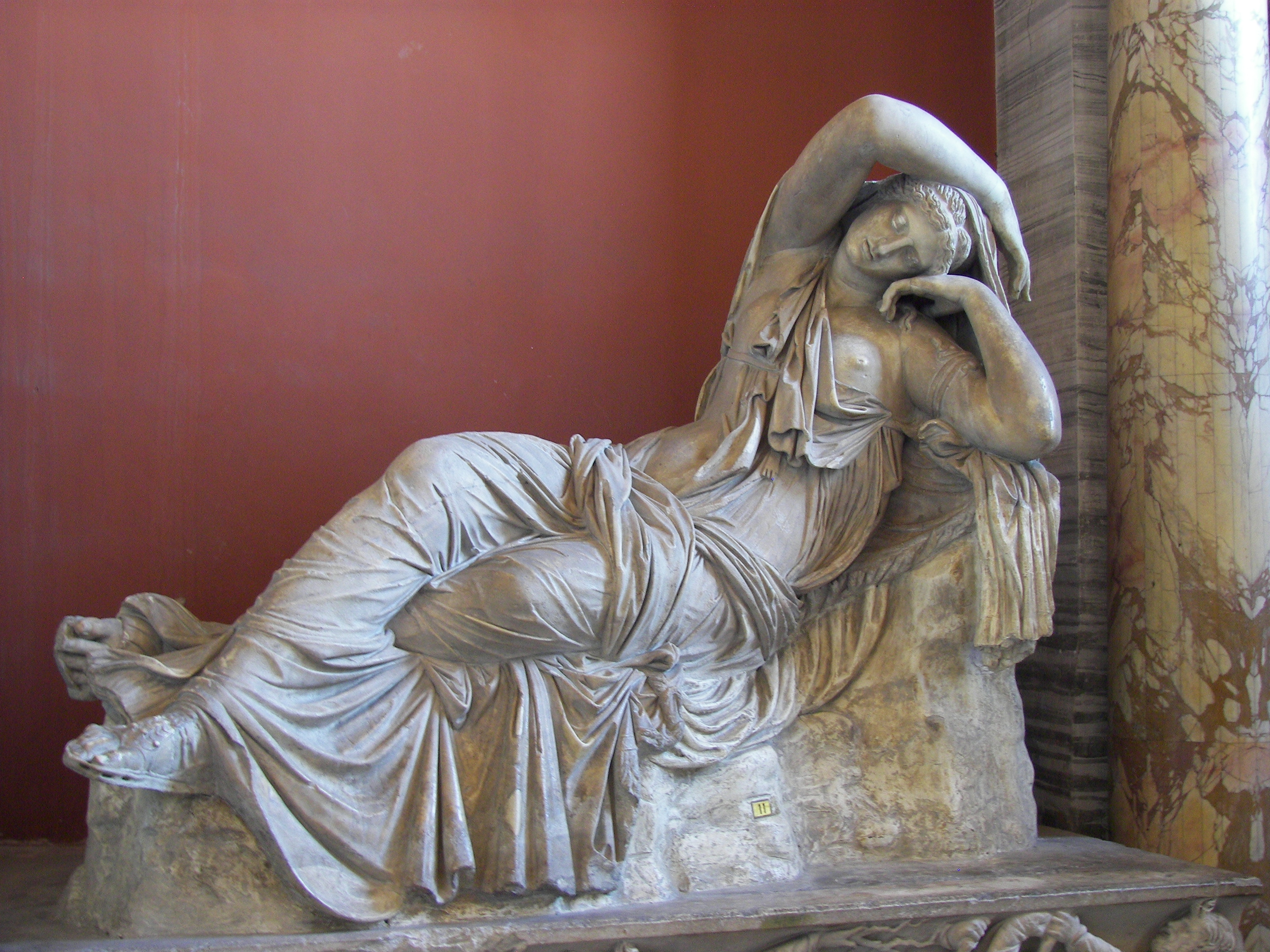
LArianna dormiente

Le Sibille di Filippino sono la Cumana, la Libica, la Tiburtina e la Delfica, con i nomi scritti in insegne alla romana poste agli angoli, sorrette da cherubini a monocromo. Esse, simbolo di sapienza al pari dei profeti, tengono in mano cartigli svolazzanti con passaggi degli scritti di san Tommaso e sono affiancate da angeli che reggono altri cartigli o libri, su cui esse leggono o scrivono. La Cumana è a seno semi-scoperto, ma non si tratta di un'allusione languida come quelle tanto diffuse nel Seicento, tanto più inspiegabile se paragonata al carattere estremamente austero del cardinale, ma piuttosto di un riferimento derivato dalla teologia medievale, secondo cui le profezie delle sibille avevano per l'umanità lo stesso valore del latte materno per il neonato. Alcune pose ricordano l'arte classica di Roma, come la statua dell'Arianna dormiente, da cui Filippino trasse l'atteggiamento pensoso della Tiburtina, la gamba incrociata della Delfica e forse il panneggio della Cumana, compreso il dettaglio del seno scoperto. 
Le pose complesse, il ricadere dei panneggi, l'intrecciarsi dei cartigli svolazzanti creano giochi lineari bizzarri, tipici dell'artista, che danno all'insieme un effetto di nervoso dinamismo, estremamente espressivo, che rifiuta il naturalismo classico.

### Parete centrale

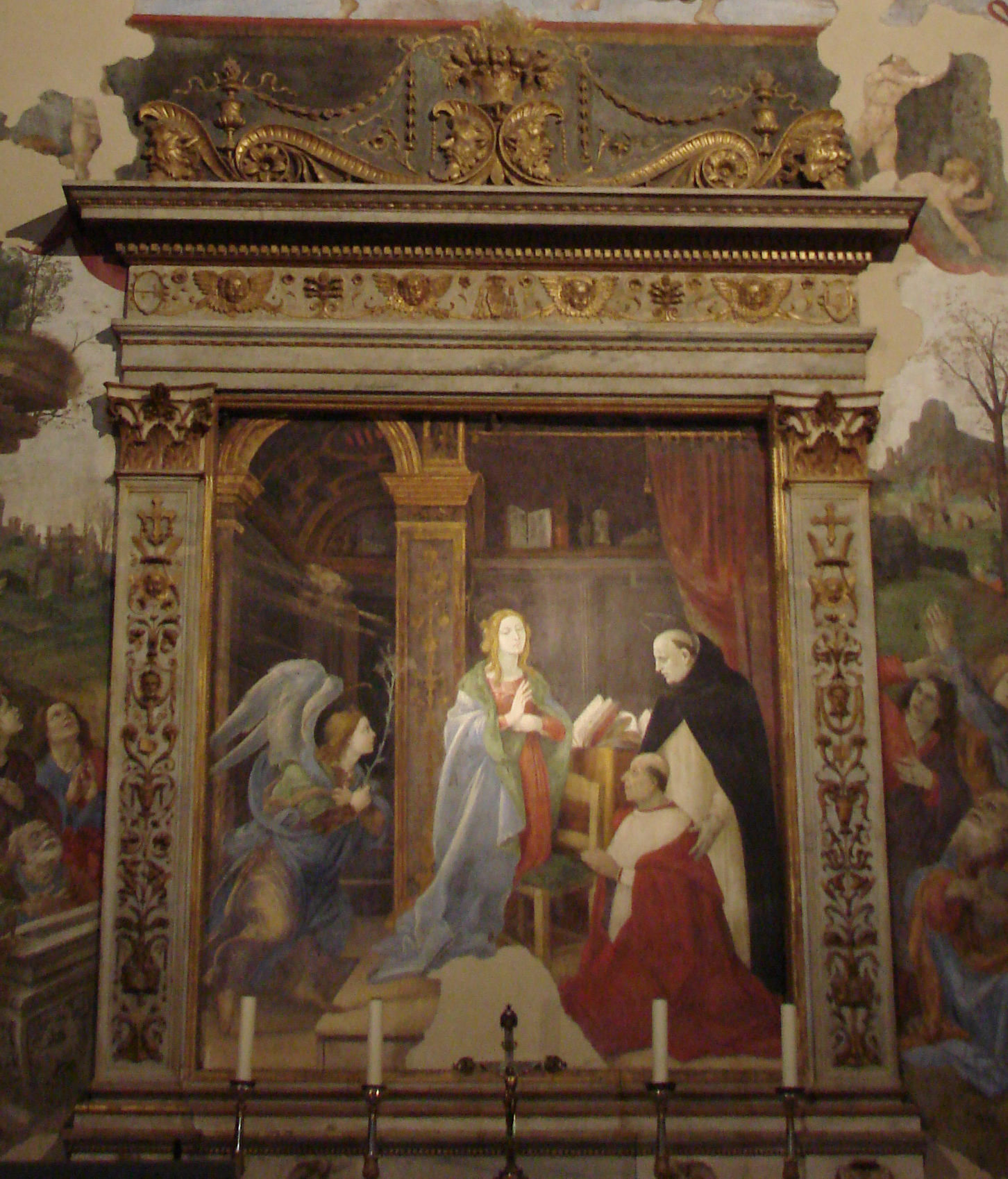
Annunciazione

La parete di fondo è decorata da una finta pala d'altare (in realtà ad affresco) dell'Annunciazione tra una cornice di stucco e dall'Assunzione della Vergine ai lati e nella parte superiore. Tutta la scena è inquadrata da una finta architettura con un arcone retto da pilastri decorati da candelabre a monocromo. Tra i soggetti inseriti in questa decorazione figura anche, a destra, la prua di una nave romana con un ramoscello d'ulivo, allusione al successo militare di "Oliviero" contro i Turchi. La nave venne copiata da un rilievo marmoreo già nella chiesa di San Lorenzo fuori le mura (oggi ai Musei Capitolini) in cui ogni parte dell'imbarcazione corrisponde, secondo la tradizione romana, a un organo del corpo umano: per questo sulla prua si trova un occhio. Lungo il fregio, visibile ormai solo sulla parete destra, corrono vari oggetti che richiamano gli interessi e gli incarichi ecclesiastici del cardinale; sul cornicione sono poi dipinti angioletti che reggono lo stemma Carafa.

#### L'Annunciazione
L'Annunciazione ha un'iconografia piuttosto insolita, con san Tommaso d'Aquino che presenta a Maria annunciata il cardinale Carafa inginocchiato. Se infatti non era rara la presenza del committente anche nelle annunciazioni (come in quella di Antoniazzo Romano nella stessa chiesa), molto originale è il duplice ruolo di Maria, che con la testa guarda l'Angelo che le sta portando l'annuncio, apparendo a sinistra nello svolazzare delle vesti e seguito dai raggi di luce con la colomba dello Spirito Santo, mentre con il corpo è rivolta alla presentazione e con la mano benedice il cardinale. Il cardinale assume così un ruolo da protagonista nella scena accanto alla Vergine, distraendola quasi dall'evento sacro. La scena è ambientata in un interno, dove Maria sta inginocchiata su una sedia presso un leggio colmo di libri, mentre una tenda scostata rivela una natura morta in un ripiano nel muro posto in alto: si tratta di uno scaffale con libri e con una caraffa di vetro, simbolo di trasparente purezza, con un ramoscello di ulivo, un riferimento da rebus al nome del cardinale, Oliviero Caraf(f)a. 
A sinistra si vede un androne coperto da volta a botte con al centro lo stemma Carafa, che farebbe pensare all'ambientazione nello stesso palazzo del cardinale.
La cornice in stucco chiaro con decorazioni dorate è composta da una base, due pilastrini corinzi, una trabeazione con fregio di cherubini, festoni e palmette, e una coronazione con volute, vasi e protomi maschili, coronati da un cestino di frutta (la frutta è paragonata da sant'Agostino e sant'Ambrogio alle buone opere) e chiuse da un tendaggio affrescato tenuto e scostato da quattro puttini pure dipinti. Sui pilastrini si trova una precoce decorazione a grottesche, che dimostra l'influsso dei recentemente scoperti affreschi della Domus Aurea. Vasari forse esagerò quando scrisse che Filippino fu il primo ad averli visti, ma comunque dovette essere sicuramente tra i primi visitatori.

#### L'Assunzione

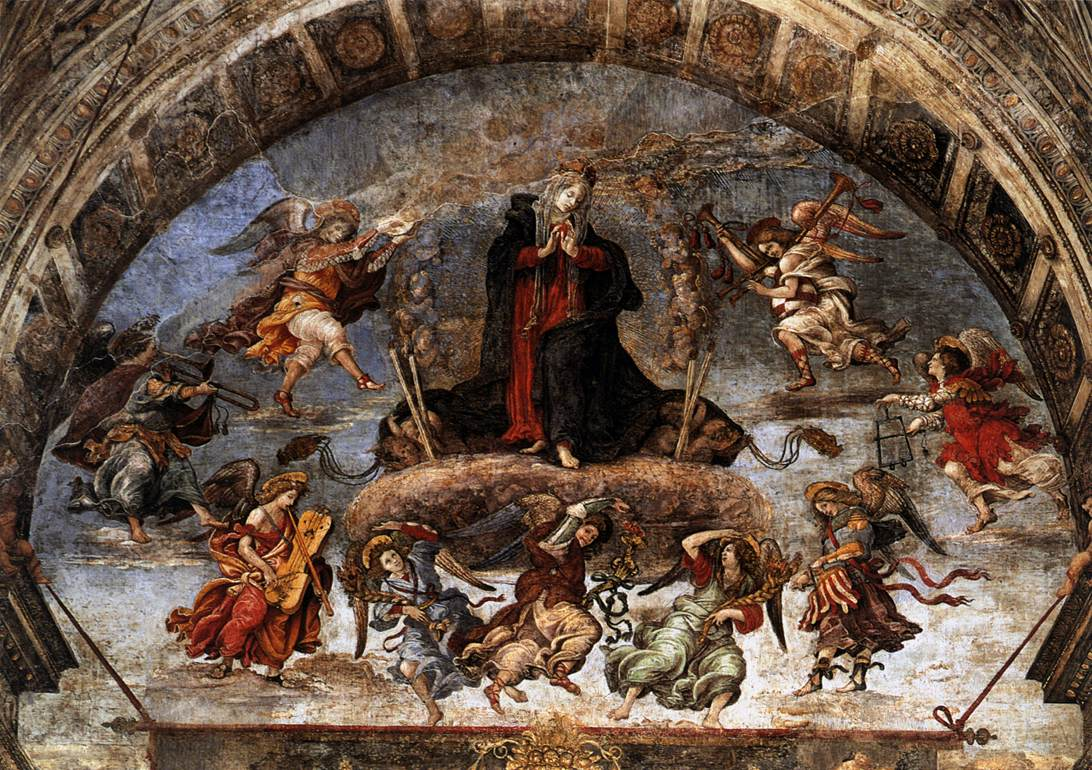
Assunzione

Una serie di personaggi affrescati ai lati della pala, raffiguranti gli Apostoli, dirige lo sguardo dello spettatore verso il miracolo che si svolge in cielo, quello dell'Assunzione della Vergine che sta salendo su una nuvola, spinta da angeli, affiancata da ceri accesi, da angioletti che spargono incenso e da una mandorla luminosa di cherubini. I due turiboli citano molto fedelmente quelli disegnati da Botticelli nell'affresco della Punizione dei ribelli nella Cappella Sistina, a cui probabilmente collaborò anche lo stesso Filippino. 

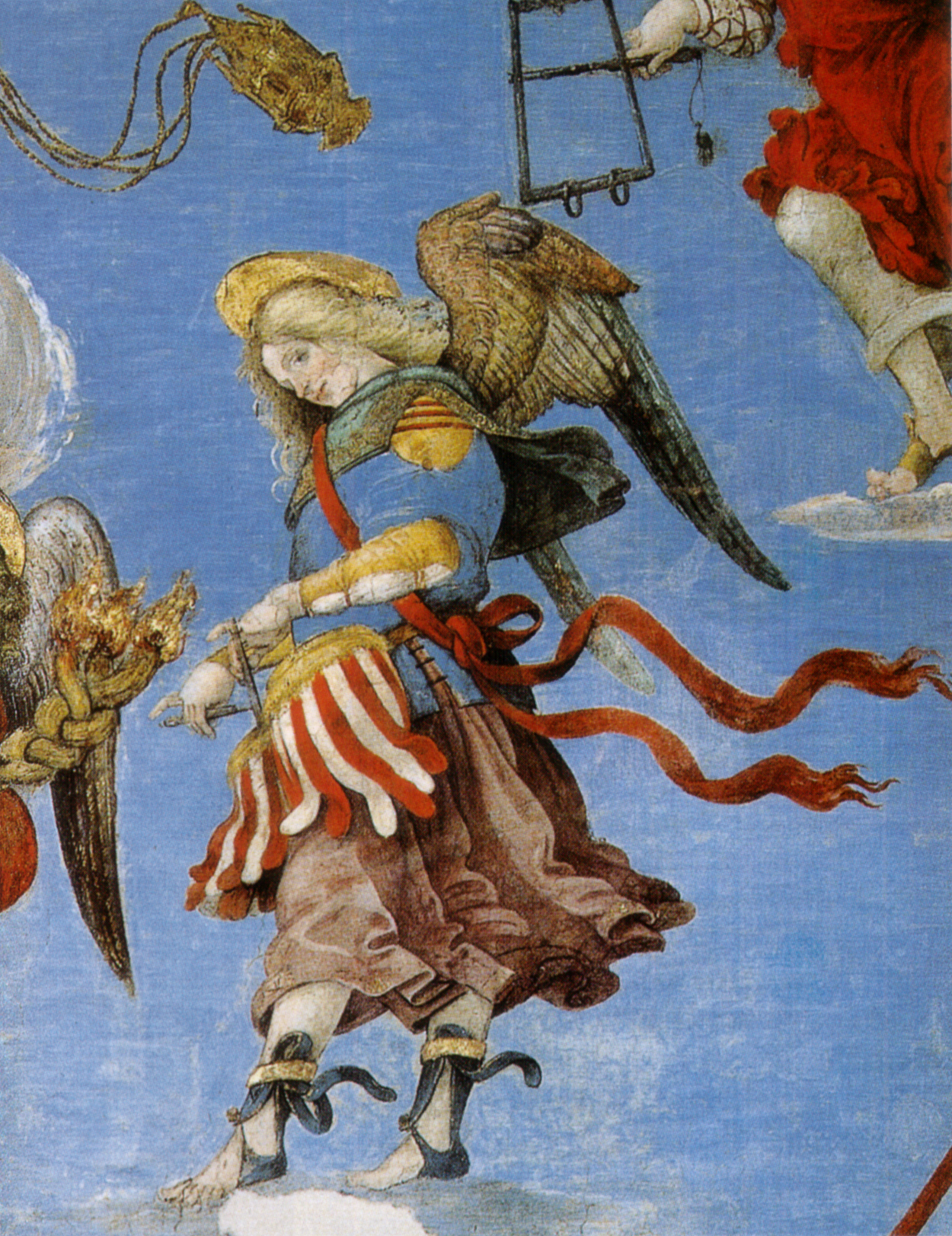
Angelo con tamburi

Se la Vergine è rappresentata in maniera tradizionale, con un punto di vista frontale, grande libertà si trova negli angeli musicanti che le danzano attorno, scorciati "da sott'in su" imitando quelli di Melozzo da Forlì. Da sinistra in senso antiorario si vedono un angelo con tamburello, uno con trombone, uno con il salterio, poi tre angeli con fiaccole che spingono la nuvola, poi uno coi tamburi legati in vita, uno col triangolo (in questo caso di forma trapezoidale) e uno con una cornamusa: si tratta di strumenti musicali delle truppe militari dell'epoca, adatti a creare una musica fragorosa, anziché i tradizionali organetti, liuti e archi da "interno". La cornamusa, strumento militare per eccellenza, è decorata da bande parallele bianche e rosse ed allude allo stemma Carafa ed ai successi navali. 
Gli angeli creano un vivacissimo girotondo, con pose di grande vitalità, elettrizzate dai giochi lineari dei panneggi e dei nastri che volano attorno. 
Dietro agli Apostoli in basso si snoda un variopinto corteo di personaggi e animali esotici, forse allusione al trionfo che il cardinale ricevette di ritorno dalla campagna militare vittoriosa. La giraffa doveva invece essere stata vista da Filippino a Firenze (una era stata donata un paio d'anni prima a Lorenzo il Magnifico suscitando il vivissimo interesse della popolazione), accendendo la sua fantasia.

### Parete sinistra
Sulla parete sinistra si trova oggi il monumento a papa Paolo IV Carafa di Pirro Ligorio, che distrusse gli originali affreschi di Vizi e Virtù noti solo grazie alla descrizione del Vasari. 

### Parete destra

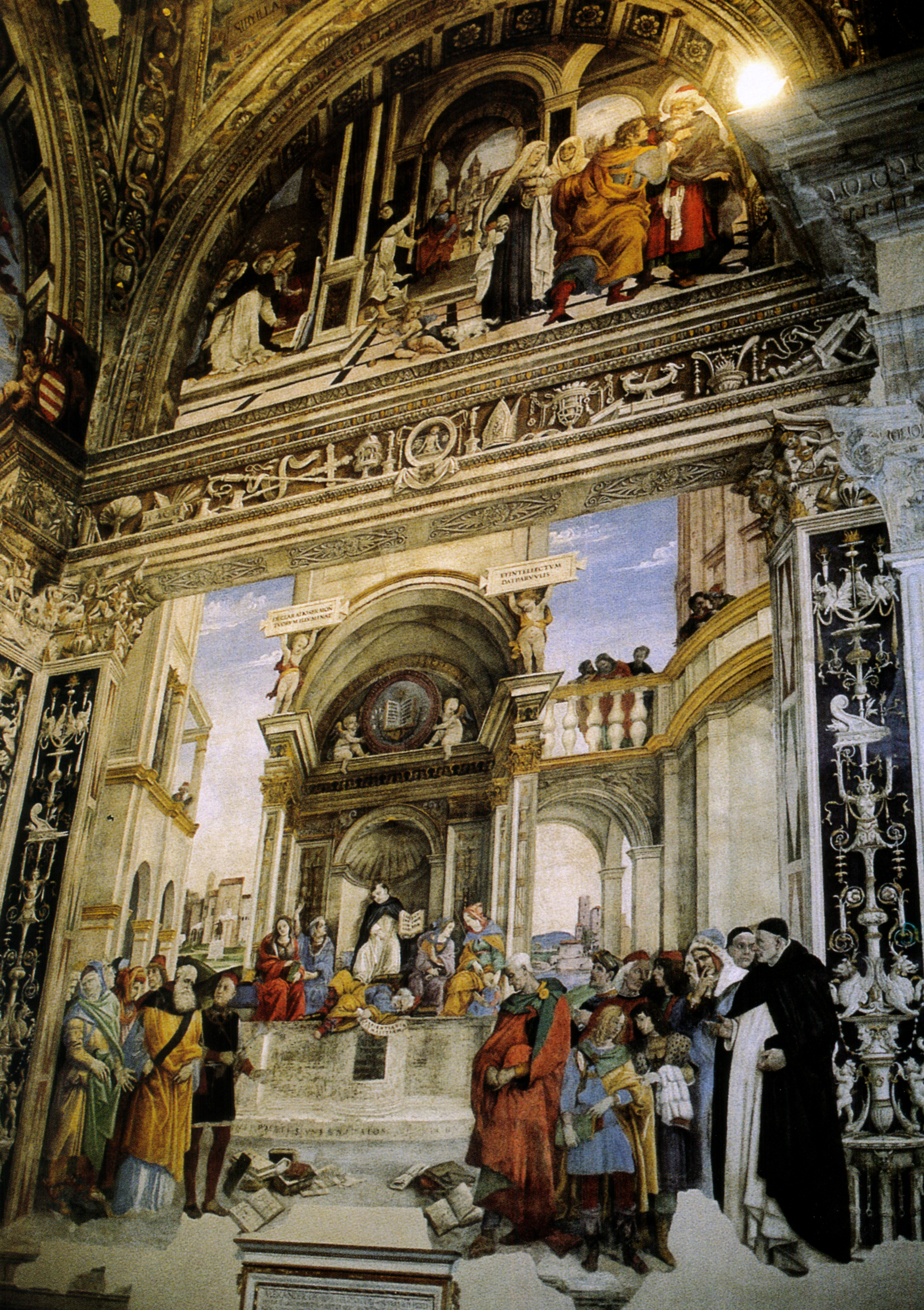
Parete destra

La parete destra presenta una decorazione architettonica simile a quella della parete centrale, ma è divisa da un fregio in un riquadro principale e in una lunetta. Essi rappresentano rispettivamente il San Tommaso in cattedra (o Disputa di san Tommaso) e il Miracolo del libro. 

#### San Tommaso in cattedra
La scena del San Tommaso in cattedra è ambientata in un'ariosa architettura centrata su un padiglione coperto da volta a crociera con arco a tutto sesto, da cui si accede a destra, tramite un passaggio ad arco, a una terrazza che continua sull'edificio accanto, dove sono affacciati alcuni personaggi. Sotto la nicchia si trova Tommaso d'Aquino circondato da figure simboliche, più in basso fuori dalla nicchia, da due gruppi simmetrici di personaggi. 
Tommaso tiene in mano un libro aperto con l'iscrizione "Sapientiam sapientum perdam", tratta dalle parole di san Paolo che significa "Distruggerò la sapienza del sapiente", e ai suoi piedi si trova una figura tozza sdraiata in terra e coperta da libri, evidente personificazione del Peccato, con il cartiglio "Sapientia vincit malitiam" ("La sapienza vince la malizia"), allusione tipica dei domenicani al ruolo della conoscenza nel riconoscere e combattere il vizio e l'eresia. Ai lati del santo stanno varie personificate, coi nomi incisi a lettere dorate sulle vesti: da sinistra la Filosofia, la Teologia (con la corona, a cui si rivolge il santo), la Dialettica (col tipico attributo del serpente) e la Grammatica (che insegna a leggere a un fanciullo e tiene in mano la verga per punire l'eventuale pigrizia dell'allievo). 

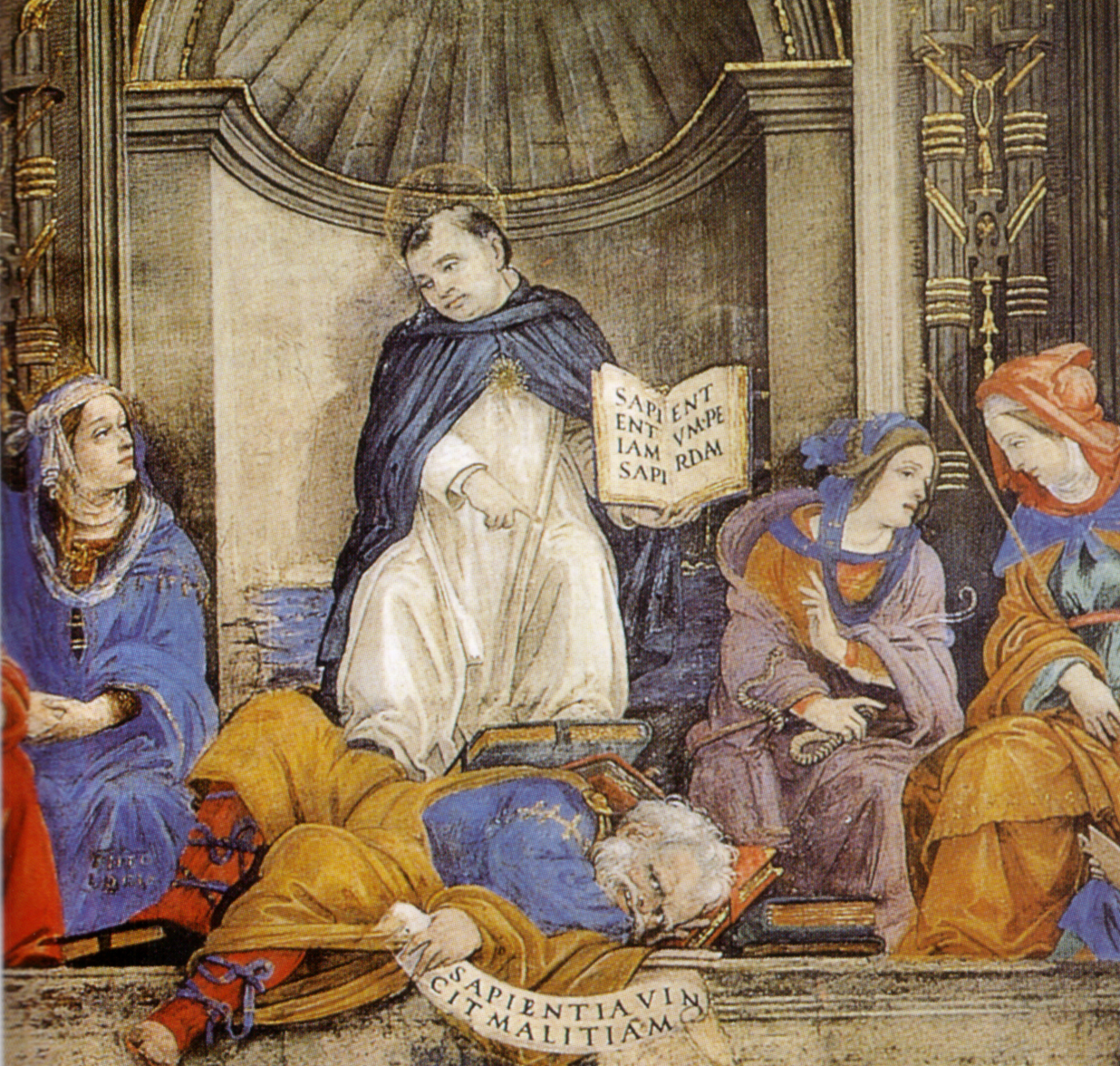
San Tommaso in cattedra, dettaglio

I personaggi in primo piano invece sono quasi tutti figure di eretici, riconoscibili anche in questo caso dalle iscrizioni dorate sulle vesti, in alcuni casi oggi poco leggibili. Vi sono Mani, con il dito sulle labbra, Eutiche, con l'orecchino di perla, Sabellio, che ricorda uno dei Prigionieri Daci dell'arco di Costantino, Ario, con l'abito giallo, ecc. I libri a terra sono evidentemente quelli degli eretici e sono destinati al rogo. A destra spicca un frate domenicano in primo piano, identificato con Gioacchino Torriani, maestro dell'Ordine. Dall'altro lato si trova invece Niccolò Orsini, capo dell'esercito papale, che sembra pronto ad attuare la sentenza di Tommaso. Il destino dei libri eretici non è esplicitamente palesato, ma vi si può riferire anche la presenza nel fregio dell'acerra, uno dei cofanetti in cui i romani tenevano gli incensi da bruciare sugli altari sacrificali, che in questo caso contiene invece un libro. 
I due edifici laterali che fanno da quinta ricordano esempi umbri, come i Funerali di san Bernardino di Pinturicchio nella Cappella Bufalini nella basilica di Santa Maria in Ara Coeli. A sinistra si intravede un paesaggio cittadino su cui spicca la statua equestre di Marc'Aurelio, che all'epoca si trovava in Laterano ed era creduta un ritratto dell'imperatore Costantino.

#### La lunetta

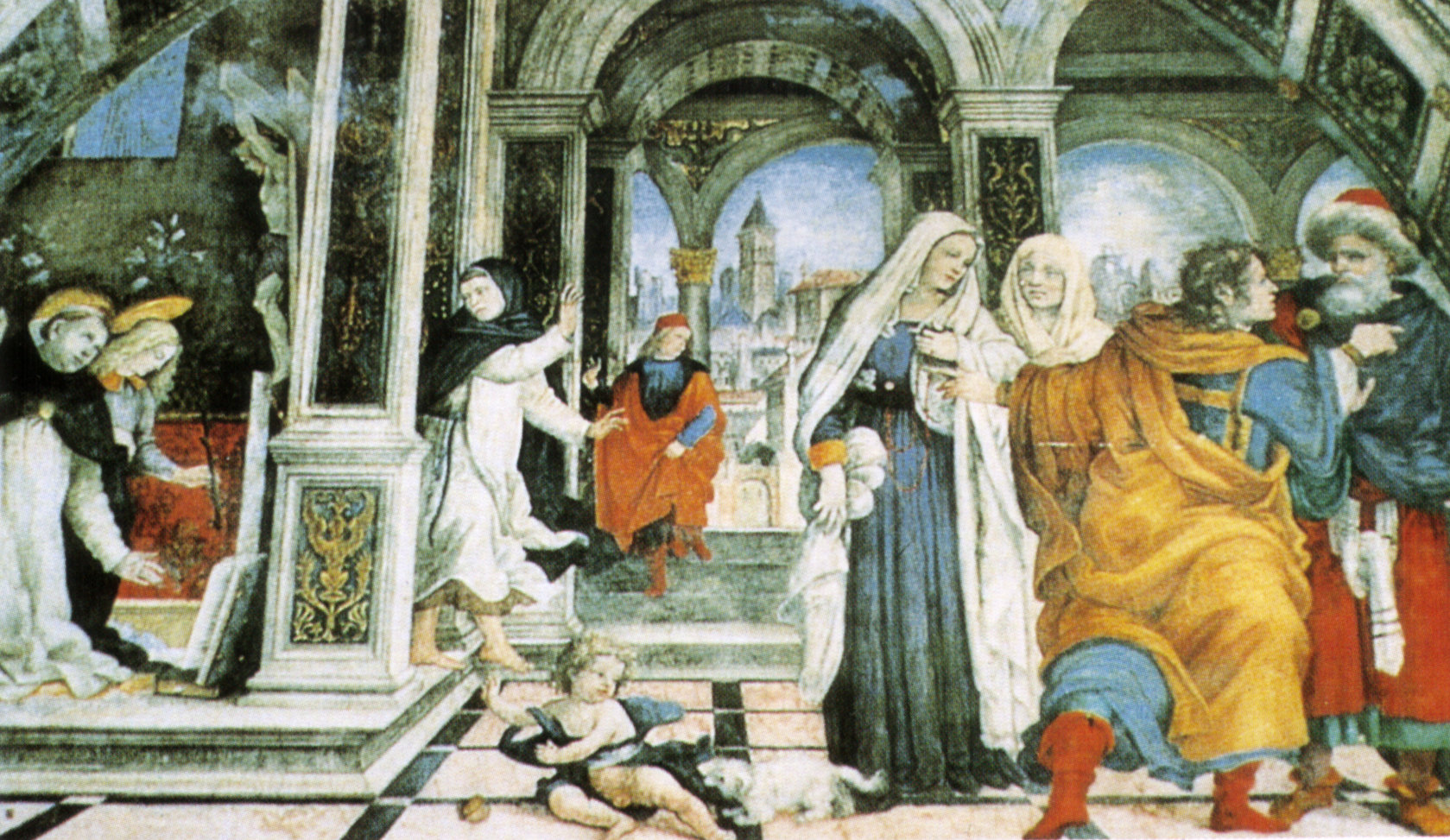
La lunetta

La lunetta contiene più episodi sulla vita di san Tommaso. A sinistra si trova il Miracolo del Libro, ambientato in un interno, in cui Cristo si rivolse al santo dal crocifisso per elogiare la sua opera dicendo: "Bene scripsisti de me Thoma". All'apparizione miracolosa un frate scappa spaventato dalla porta. La presenza degli angeli coi gigli bianchi, simboli di purezza e il fatto che uno di loro scosti il mantello di Tommaso per far vedere la cintura legata rimanda anche a un altro episodio della vita del santo, quando due angeli comparvero e gli legarono in vita la cintura simbolo di castità per la sua resistenza alle offerte di una prostituta inviata dalla famiglia di Tommaso per distrarlo dalla vita monastica.
La parte destra ha come sfondo un loggiato oltre gli archi del quale si vede una città, mentre un personaggio vestito di rosso sta scendendo dei gradini al centro. Più complessa è l'identificazione dei personaggi in primo piano. Il cagnolino che assale il bambino è di solito una personificazione del demonio che attenta alla purezza dell'infanzia. La donna con l'abito monacale e il rosario infilato alla cintura è probabilmente una personificazione della Chiesa, e l'uomo che scende le scale potrebbe essere il suo sposo Cristo, vestito del rosso che ricorda la Passione. La sua figura si trova inoltre al di sopra dell'Imago Pietatis sull'architrave. Il Bambino sarebbe allora, secondo gli scritti allegorici di Ugo da San Vittore, il simbolo del clero, nato dall'unione di Cristo con la sua sposa. 
Il personaggio a destra è vestito come un musulmano e gli viene indicata la donna raffigurante la Chiesa da un uomo di spalle vestito di giallo, che sembra volerlo far convertire. La donna in secondo piano potrebbe essere una raffigurazione della Sinagoga, così come si trova nel dipinto delle Prove di Cristo di Botticelli alla Sistina.